# Половой акт
Полово́й акт (также половое сноше́ние, совокупле́ние, ко́итус, сои́тие, пенетра́ция и копуля́ция), разг. секс, в традиционном понимании — генитальный контакт двух особей с целью получения полового удовлетворения (наслаждения), а также для продолжения рода. В современном обществе под половым актом может пониматься не только обычный (вагинальный), но и анальный, оральный акты и некоторые другие виды гетеросексуальных и гомосексуальных половых сношений.

## Место полового акта в цикле полового ответа человека
Половой ответ человека подразумевает сочетание физиологических и эмоциональных изменений, которые ведут к наступлению оргазма и следуют за ним. Такие изменения происходят последовательно, по мере того, как индивид испытывает половое возбуждение и участвует в действиях по половой стимуляции, включая половое сношение. Половой акт занимает центральное место в цикле полового ответа человека.

## Гетеросексуальный коитус
Под гетеросексуальным половым актом традиционно понимается акт вагинального секса. Он может сопровождаться другими формами сексуальной активности партнёров — ласками, оральной или мануальной стимуляцией эрогенных зон, мастурбацией в присутствии партнёра, иррумации и т. д., а также оральным или анальным сексом, включая пенетрацию. Продолжительность вагинального секса и других форм сексуальной активности может быть различной. При вагинальном сексе и прочих формах сексуальной активности возможен оргазм у обоих или одного из партнёров.

### Физиология гетеросексуального полового акта
При достижении полового возбуждения (когда достигнута эрекция полового члена мужчины и половые органы женщины возбуждены и готовы к совокуплению) половой член мужчины вводится во влагалище женщины. Пенетрация — процесс введения члена во влагалище — сама по себе является мощным стимулом для полового возбуждения. После этого мужчина совершает возвратно-поступательные движения своим членом, при этом его сексуальное возбуждение продолжает нарастать вследствие прямого раздражения эрогенных зон головки полового члена. За несколько секунд до оргазма у мужчины возникает ощущение его неотвратимости. Достижение наивысшего полового возбуждения у мужчины сопровождается извержением спермы (эякуляция) в верхний конец влагалища около шейки матки. Далее сперма через канал шейки матки проходит в полость матки и верхний отдел фаллопиевых труб. Установлено, что сперматозоиды попадают в фаллопиевы трубы за время около 20 минут после попадания их во влагалище. Достижение оргазма женщиной не является обязательным для этого, хотя сокращения мышц матки и фаллопиевых труб во время оргазма у женщины способствуют продвижению в них сперматозоидов. Здесь происходит оплодотворение яйцеклетки (то есть слияние яйцеклетки со сперматозоидом и их превращение в одну особую клетку), если к моменту попадания спермы в матку и фаллопиевы трубы там находится готовая к оплодотворению яйцеклетка.
У некоторых женщин слизь, выделяемая шейкой матки, препятствует прохождению сперматозоидов через матку, что, вероятно, обуславливается некой реакцией по типу биологической несовместимости антиген — антитело. Иногда такая реакция может проявляться только на сперму вполне определённых мужчин. Это может являться одной из причин бесплодия у некоторых семейных пар при том, что сами по себе и мужчина, и женщина способны к зачатию. Установлено также, что женский организм может избирательно относиться к мужской сперме, позволяя семени одного мужчины оплодотворять яйцеклетки, но отторгая семя другого.

## Гомосексуальный коитус
Под гомосексуальным половым актом понимается половой акт между лицами одного пола. При оральном или анальном сексе между двумя партнёрами одного пола и прочих формах сексуальной активности возможен оргазм у обоих или у одного из партнёров.
Согласно Игорю Кону, самая массовая форма сексуального удовлетворения у мужчин, предпочитающих секс с мужчинами, — взаимная мастурбация и трение друг о друга, которые выступают не в качестве дополнительных, как у большинства гетеросексуалов, а самостоятельными формами сексуального удовлетворения. Вторая по степени распространённости практика — оральные ласки, при этом старшим и менее привлекательным мужчинам, согласно Кону, чаще приходится выполнять рецептивную функцию (делать минет). Около 64 % МСМ возбуждают своих партнёров путём стимулирования сосков (например, мануальная стимуляция или стимулирование языком).
Анальная пенетрация больше всего напоминает коитус, в то же время это наиболее неудобная, негигиеничная и трудоёмкая сексуальная практика. Среди немецких геев, практикующих анальный секс, только активную роль выполняли 18 % опрошенных, только пассивную (принимающую) роль — 12 %, тогда как 70 % составляли так называемые «универсалы», чередующие обе позиции. Среди английских геев «активную» роль предпочитают 43 %, пассивную — 40 %, но большинство (61 %) также предпочитает чередовать обе роли.

### Комментарии
1. ↑  При этом на сексуальные проявления и переживания огромное влияние оказывают существующие общественные отношения, такие как этика, культура, образование, законодательство и т. п. Всё это в совокупности может приводить к разнообразным психологическим проблемам, депрессиям и даже суициду[4]

### Сноски
1. ↑  Makiyan Z. Anatomy of female sexuality. — LULU Press, 2013. — С. 153. — ISBN 9781300118084.
2. ↑  Isaev D.D. Иллюстрированная энциклопедия сексуальности. — ОЛМА Медиа Групп. — С. 228. — ISBN 9785765412367.
3. ↑  Осипова О. Урология. — ЭКСМО, 2013. — (Шпаргалки Сериес). — ISBN 9785425089434.
4. ↑  Несси, 2021, Глава 11.
5. ↑  
Коитус // Большой энциклопедический словарь медицинских терминов : более 100 тысяч терминов / Под ред. Э. Г. Улумбекова ; [сост.: Белова Л. А. и др.]. — М. : ГЭОТАР-Медиа, 2012. — 2242 с. + 25 см + CD-ROM. — CD-ROM издан в 2000; фактическая дата выхода в свет: 2011. — ISBN 978-5-9704-2010-2.
6. ↑  Анальный половой акт // Сексологическая энциклопедия : [электр. ресурс].
7. ↑  Блейхер, В. М. Коитус // Толковый словарь психиатрических терминов / В. М. Блейхер, И. В. Крук. — Воронеж : Модэк, 1995. — 638, [1] с.
8. ↑  Коитус // Сексологическая энциклопедия : [электр. ресурс].
9. 1 2  Клод Вилли, Винсент Детье. «Биология. Биологические процессы и законы». Перевод с англ. Н. М. Баевской, Ю. И. Лашкевича и Н. В. Обручевой. Издательство «Мир», Москва, 1974, с. 671—672
10. ↑  Женский организм избирателен к сперме. medkarta.com (24 июня 2010). Дата обращения: 15 марта 2015. Архивировано 9 февраля 2015 года.
11. 1 2  Кон И. С. Голубая эротика // Лики и маски однополой любви: Лунный свет на заре. — 2-е изд., перераб. и доп. — М. : ACT, 2003. — 576 с. — ISBN 5-17-015194-2.